# Salix boothii
Salix boothii — вид квіткових рослин із родини вербових (Salicaceae).

## Морфологічна характеристика
Кущ 3–60 дм заввишки. Гілки жовто-сірі, жовто-бурі чи червоно-бурі, не сизі, голі, волосисті чи ворсинчасті; гілочки жовто-бурі, сіро-бурі чи червоно-бурі, (не чи слабо сизі), голі, волосисті чи помірно густо ворсинчасті. Листки на 3–17 мм ніжках; найбільша листкова пластина 26–102 × 8–30 мм, ременеподібна, вузько видовжена чи від вузько до широко-еліптичної; краї плоскі чи злегка вигнуті, цільні чи зубчасті; верхівка гостра чи загострена; абаксіальна поверхня (низ) не сиза, гола, волосиста чи помірно густо коротко-волосиста; адаксіальна — тьмяна чи злегка блискуча, гола чи помірно густо-волосиста; молода пластинка зелена, волосиста чи густо ворсинчаста абаксіально, волоски білі, іноді також залозисті. Сережки розквітають під час або безпосередньо перед появою листя; тичинкові 7–37 × 5–12 мм; маточкові 12–62 × 7–17 мм. Коробочка 2.5–6 мм. 2n = 76.

## Середовище проживання
Канада (Альберта, Британська Колумбія, Саскачеван); США (Аризона, Каліфорнія, Колорадо, Айдахо, Монтана, Невада, Нью-Мексико, Орегон, Юта, Вашингтон, Вайомінг). Населяє вологі субальпійські луки, водотоки, струмки, береги озер; 1500–3200 метрів.

## Використання
Рослина збирається з дикої природи для місцевого використання як їжа, ліки та джерело матеріалів.

## Галерея

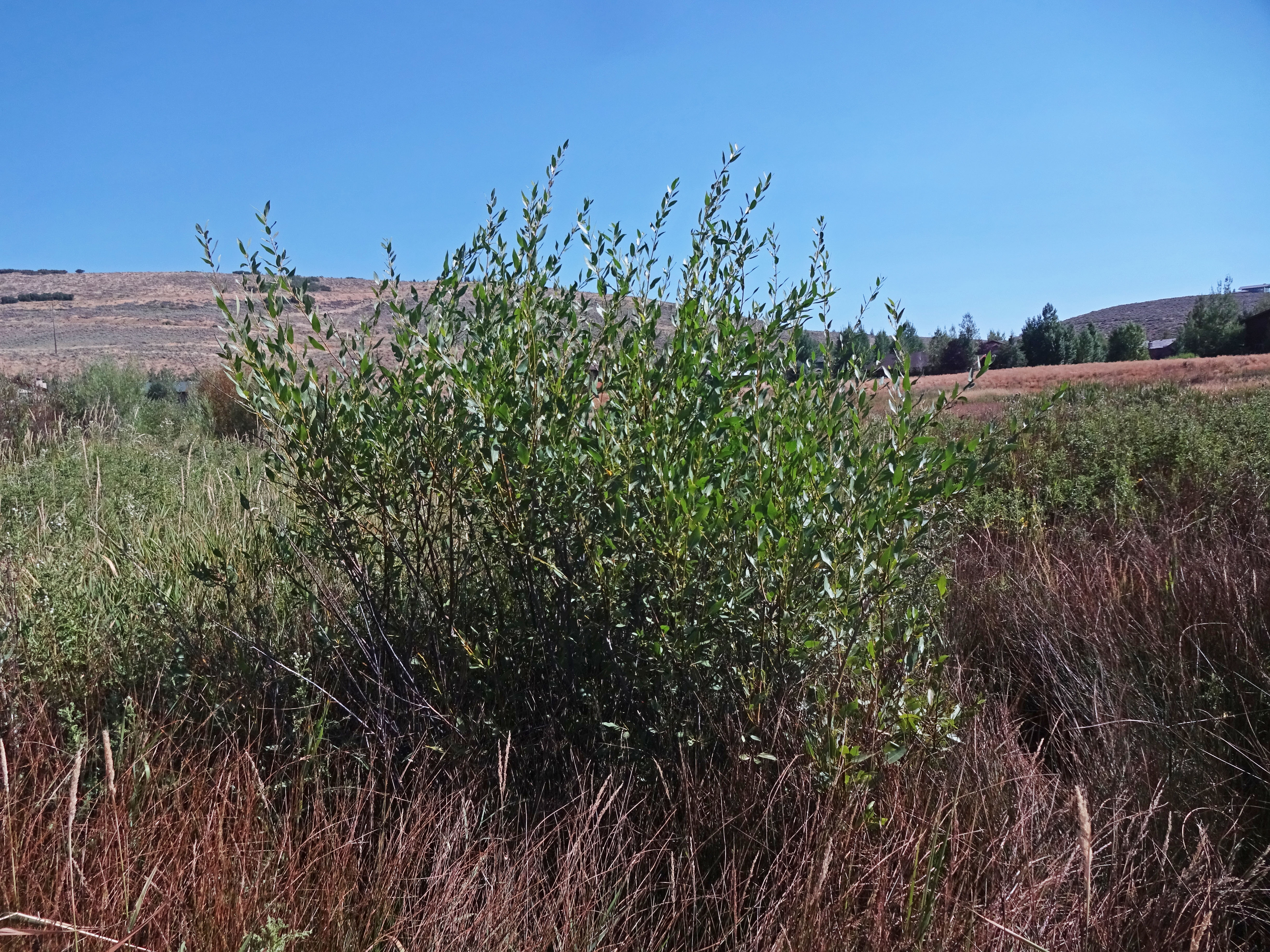
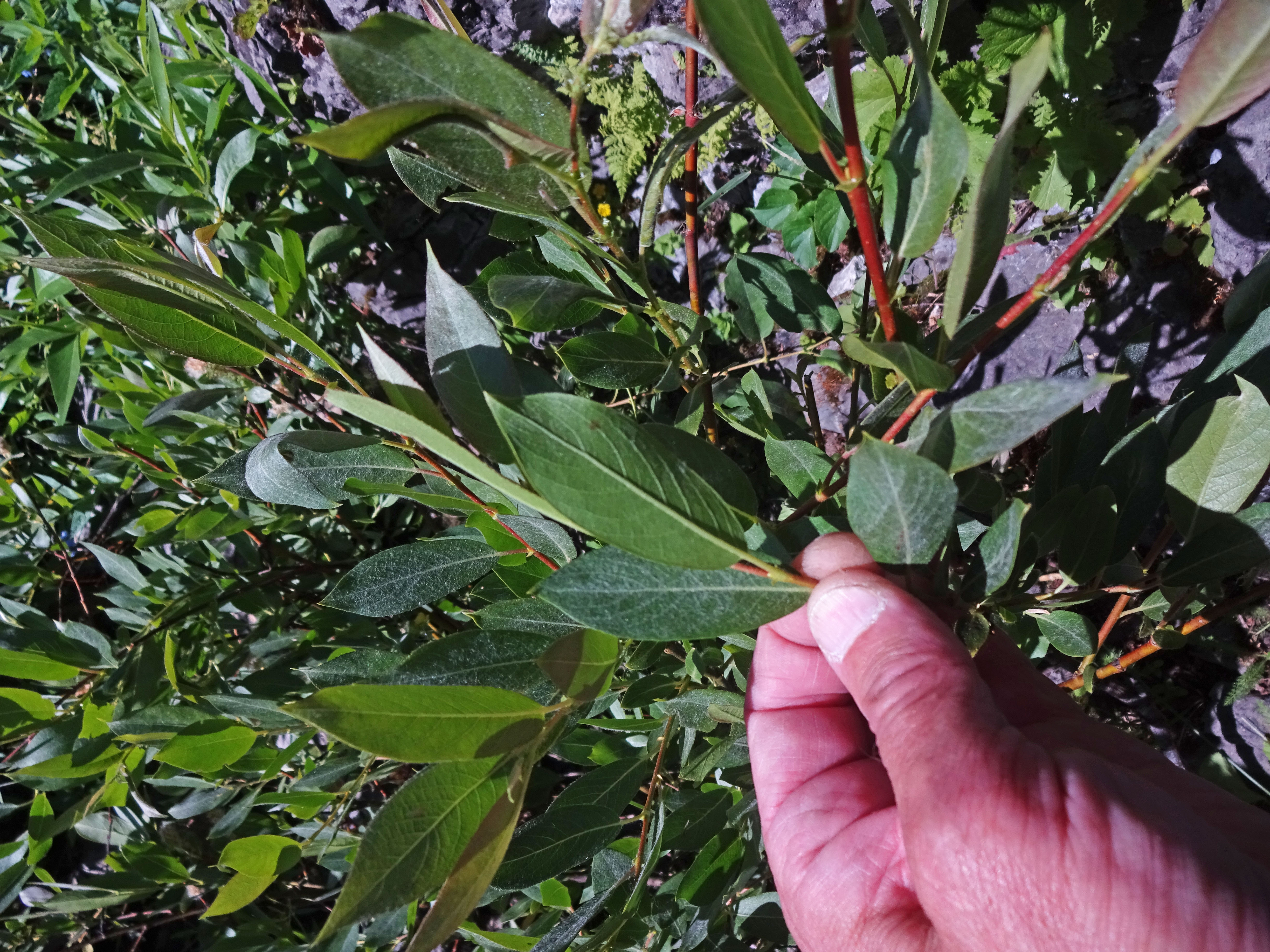
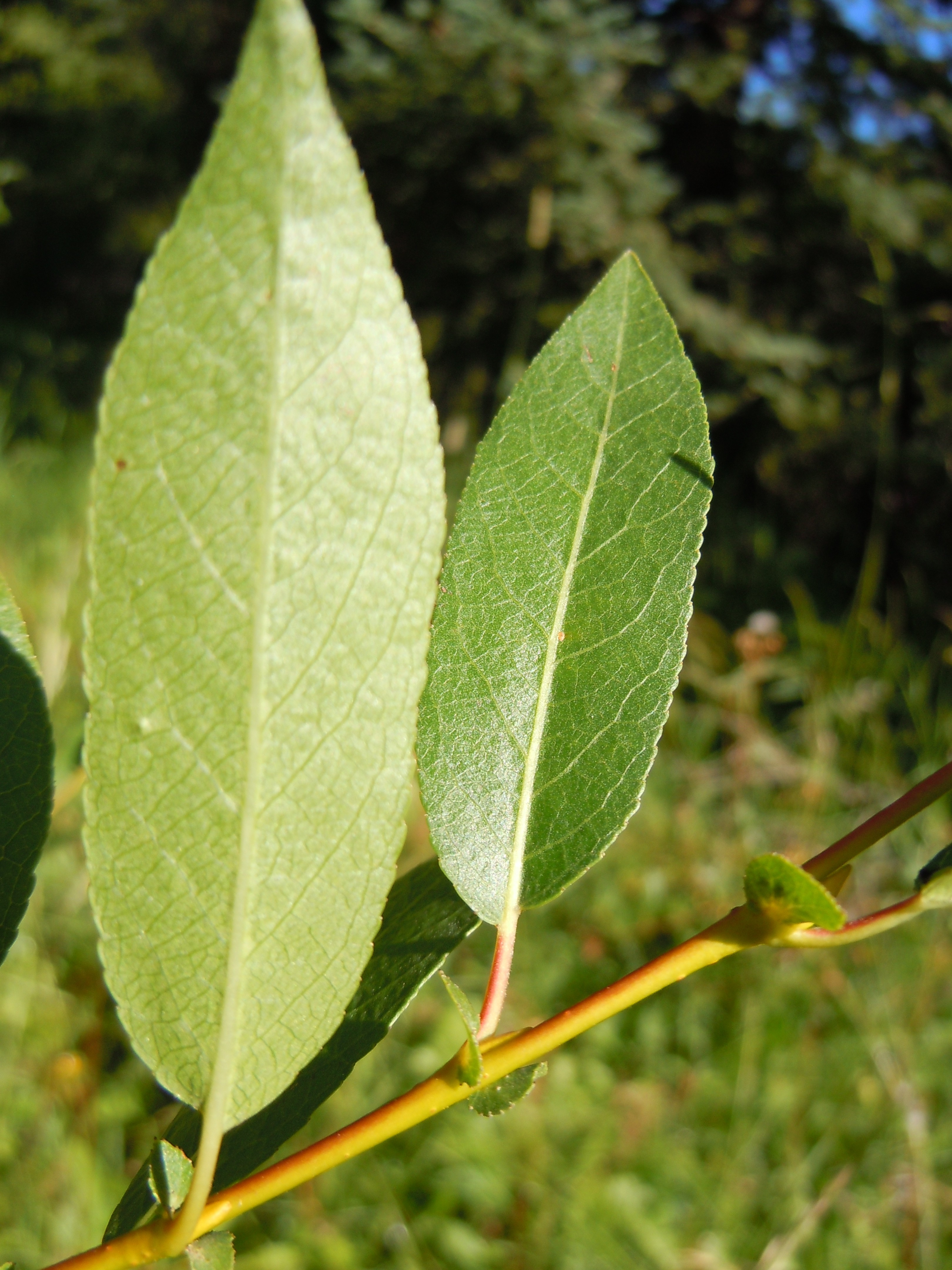
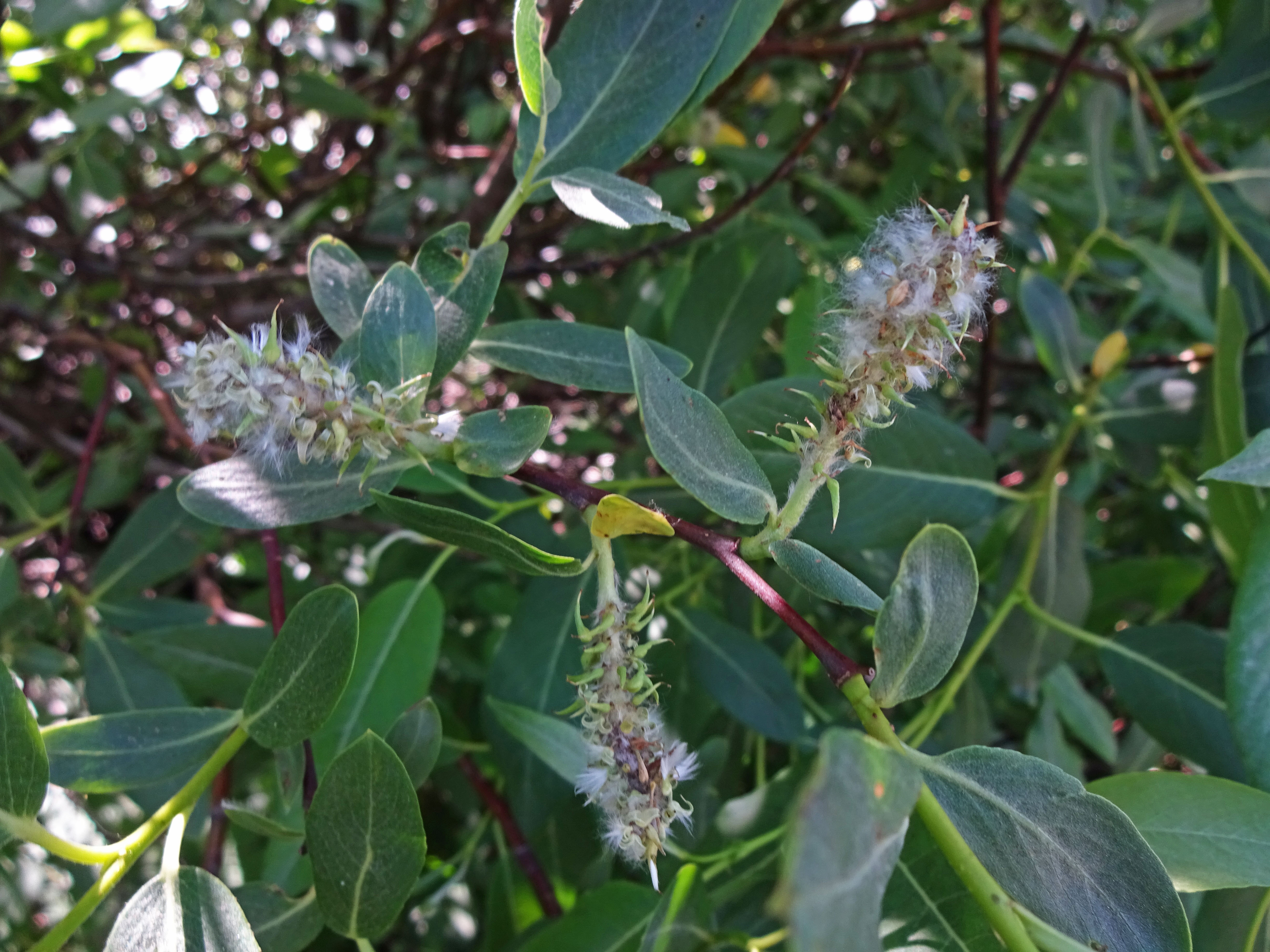